# Crew Love
Crew Love è un singolo del rapper canadese Drake realizzato insieme al cantante canadese The Weeknd e pubblicato nel 2012. Il brano è stato estratto dall'album Take Care, secondo disco in studio di Drake.

## Tracce
1. Crew Love - 3:29